# Simulium meridionale
Simulium meridionale är en tvåvingeart som beskrevs av Riley 1887. Simulium meridionale ingår i släktet Simulium och familjen knott. Inga underarter finns listade i Catalogue of Life.